# M/32-33
Maxim M/32-33 — финский станковый пулемёт с водяным охлаждением, представляет собой вариант русского пулемёта образца 1910 года.
M/32-33 был разработан финским оружейником Аймо Лахти в 1932 году, мог стрелять с темпом стрельбы 800 выстр./мин., в то время как русский пулемёт образца 1910 года стрелял с темпом 600 выстр./мин.; помимо этого «Максим» M/32-33 имел ряд других новшеств. Пулемёт активно применялся финской стороной в советско-финской войне.